# Presbiterianismo no Brasil
O presbiterianismo no Brasil é, demograficamente, a terceira maior família denominacional protestante histórica, segundo o censo de 2010, atrás apenas dos grupos batistas e luteranos, correspondendo a 0,48% da população do país.

## História

### Missões Iniciais no Sudeste e Centro-Oeste

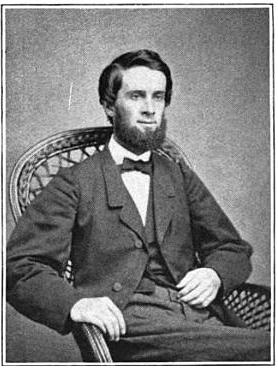
Reverendo Ashbel Green Simonton, fundador da Igreja Presbiteriana do Brasil

O surgimento do presbiterianismo no Brasil resultou do trabalho missionário do americano Ashbel Green Simonton (1833-1867).
Nascido em Hanover, Pensilvânia , estudou em Nova Jersey e inicialmente pensou em se tornar um professor, ou um advogado. Todavia, devido à influência de um renascimento religioso em 1855, ele entrou no Seminário Teológico de Princeton . Um sermão pregado pelo professor Charles Hodge fez considerar se tornar um missionário, e três anos mais tarde, ele se ofereceu para Conselho Missões da Igreja Presbiteriana nos Estados Unidos da América, nomeando o Brasil como sua destino preferido. Dois meses depois de ser ordenado, ele embarcou para o Brasil, onde chegou em 12 de agosto de 1859, com a idade de 26. Em Abril de 1860, Simonton realizou seu primeiro serviço (culto) em Português. Em janeiro de 1862, os primeiros convertidos professaram sua fé na Igreja Presbiteriana do Rio de Janeiro que foi então formalmente organizada. Ele também fundou o primeiro jornal brasileiro Protestante ( Imprensa Evangélica) em 1864 e supervisionou a criação do primeiro Presbitério (Presbitério do Rio de Janeiro) em 1865 e Seminário (1867). Simonton morreu de febre amarela aos 34 anos, em 1867 (sua esposa, Helen Murdoch, havia falecido três anos antes).

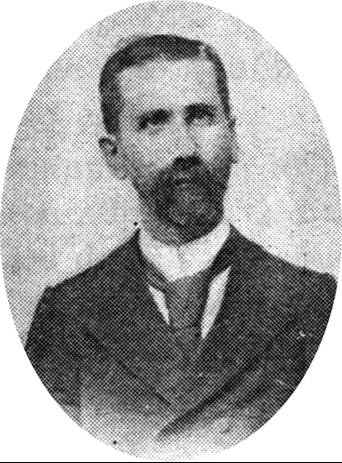
Reverendo Belmiro César

O ex-padre José Manoel da Conceição (1822-1873), foi o primeiro brasileiro a ser ordenado ministro protestante, em 1865. Visitou incansavelmente dezenas de vilas e cidades no interior de São Paulo, Vale do Paraíba e sul de Minas, pregando e fundando comunidades.  O ano de 1869 marca uma nova etapa na história do presbiterianismo por ser o ano da chegada dos missionários da Igreja Presbiteriana nos Estados Unidos (Conhecida como Igreja Presbiteriana do Sul, por sua separação, nesta época, em virtude dos problemas políticos enfrentados nos Estados Unidos, da Igreja Presbiteriana nos Estados Unidos da América, que era conhecida como Igreja Presbiteriana do Norte).
Os primeiros missionários da Igreja do Sul dos Estados Unidos a virem para o Brasil foram George Nash Morton e Edward Lane. Seu trabalho concentrou-se no interior de São Paulo, tendo fundado, em 1870, a Igreja Presbiteriana de Campinas. As regiões da Mogiana, o oeste de Minas Gerais, o Triângulo Mineiro e o sul de Goiás foram atingidos por outros missionários que os seguiram, dentre eles o Rev. John Boyle. Tanto Lane quanto Boyle tiveram a colaboração do evangelista e colportor alemão Jacob Philip Wingerter, que residira muitos anos nos Estados Unidos e veio para o Brasil com imigrantes sulistas em 1867, radicando-se inicialmente em Santa Bárbara D'Oeste (SP), vinculando-se em seguida à Missão de Nashville. Wingerter foi presbítero da Igreja de Mogi-Mirim, tendo visitado muitos locais na Mogiana, Triângulo Mineiro, Paracatu e Goiás. Fez diversas viagens de evangelização na companhia dos Rev. John W. Dabney, John Boyle, Delfino Teixeira e Miguel Torres .

### Expansão para o Norte e Nordeste

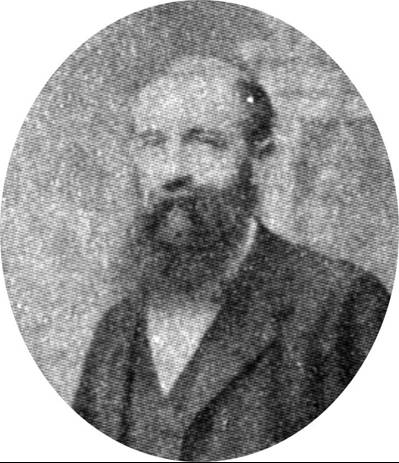
Reverendo George Chamberlain

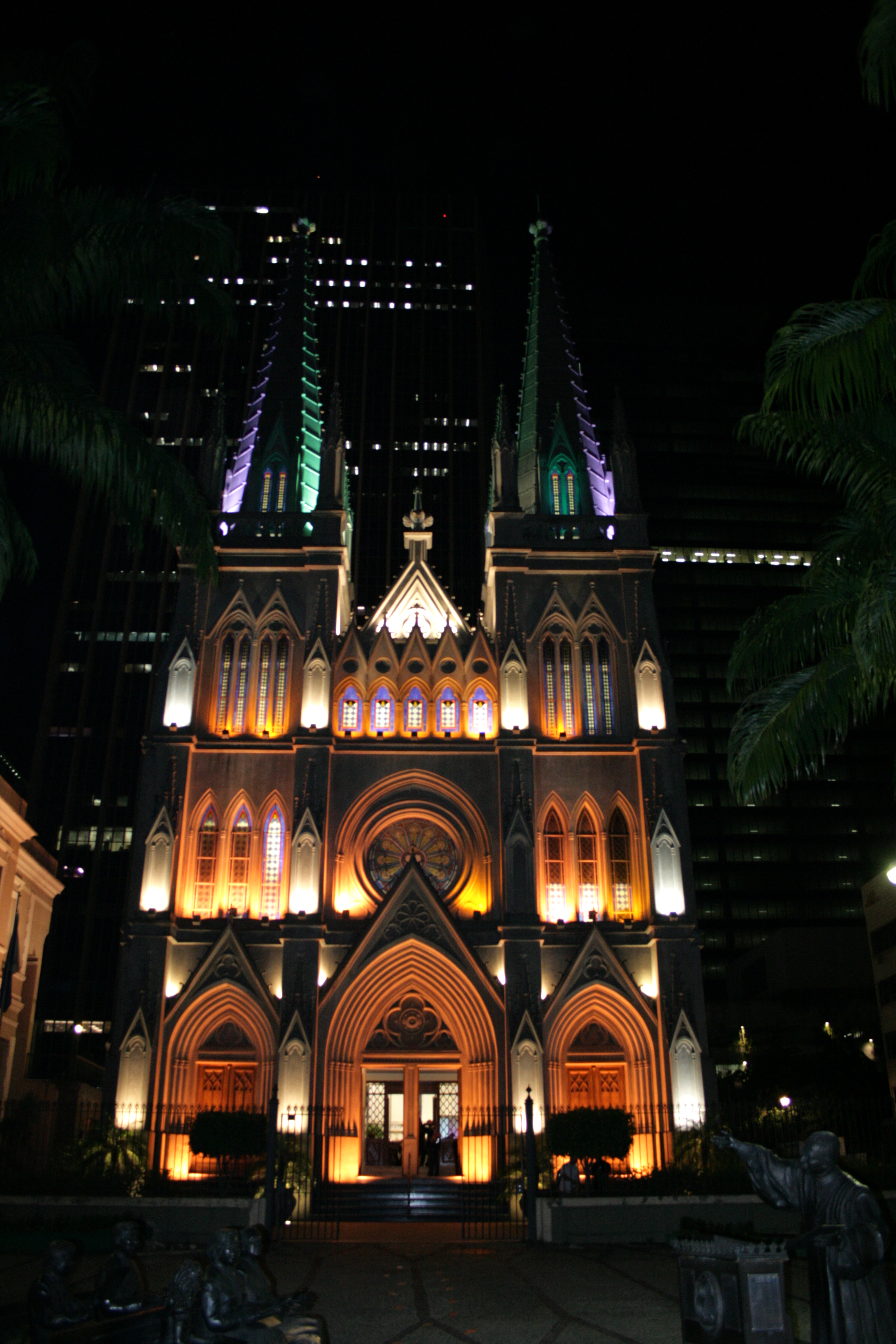
Igreja Presbiteriana, no Rio de Janeiro. De arquitetura neogótica, é patrimônio histórico da cidade.

A expansão do presbiterianismo no norte e no nordeste do país deve-se ao trabalho pioneiro dos missionários da Igreja Presbiteriana nos Estados Unidos da América (Igreja Presbiteriana do Norte). Dentre os muitos nomes deste período fulguram o do missionário John Rockwell Smith, que fundou a Igreja Presbiteriana do Recife, em 1878, e o Rev. Belmiro de Araújo César, um dos primeiros e mais conhecidos pastores brasileiros do nordeste.
Durante este período, a missão da Igreja Presbiteriana nos Estados Unidos da América consolidava-se no restante do país. Um dos grandes eventos deste período foi a fundação da Escola Americana, em 1870, por George Chamberlain e sua esposa, Mary Chamberlain.  A Escola Americana, mais tarde, passaria a se chamar Mackenzie College, chegando a ser o conhecido Instituto Presbiteriano Mackenzie, que abriga, dentre outras instituições, a Universidade Presbiteriana Mackenzie.
Alguns novos pastores pastores brasileiros são ordenados nesses anos, como Manuel Antônio de Menezes, Delfino dos Anjos Teixeira, José Zacarias de Miranda e Caetano Nogueira Júnior. Um dos grandes nomes, no entanto, viria a ser o do Rev. Eduardo Carlos Pereira, que se celebrizou por sua liderança, bem como por sua atuação no campo educational, com a produção de livros didáticos, especialmente no campo da Gramática. Liderou o movimento de cisão, que cumulou-se, em julho de 1903, com o surgimento da dois grupos presbiterianos separados.

### Autonomia e Cisões
Em setembro de 1888 foi organizado o Sínodo da Igreja Presbiteriana do Brasil (IPB), assim tornou-se autônoma, desligando-se das igrejas norte-americanas.
Depois da Proclamação da República, nasceu um movimento nacionalista no seio da IPB, em que pastores brasileiros se manifestaram contrários à presença intensiva e interferência de missionários americanos, gerando um cisma que levou à fundação da Igreja Presbiteriana Independente do Brasil (IPIB). Outro motivo apontado pelos fundadores da IPIB foi a incompatibilidade da fé cristã com a maçonaria, o que, na época, não foi reconhecido pela IPB.
Um grande líder do começo do século XX foi o Reverendo Erasmo Braga. O presidente da república Café Filho era presbiteriano e frequentava a Primeira Igreja Presbiteriana de Natal

### Outros grupos presbiterianos

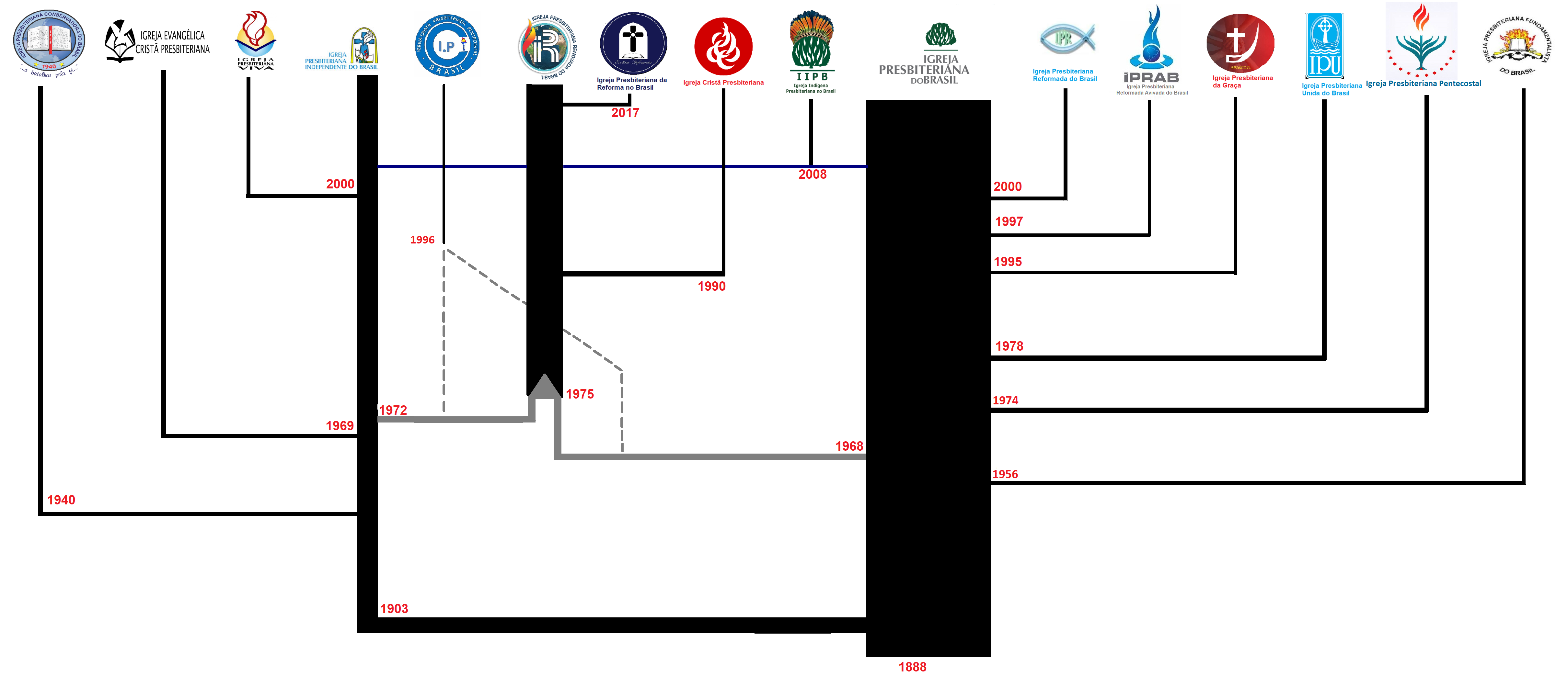
Árvore de denominações dissidentes da Igreja Presbiteriana do Brasil. As linhas de cor cinza representam denominações extintas

Em 1940 um grupo conservador separou-se da Igreja Presbiteriana Independente do Brasil (IPIB) e formou a Igreja Presbiteriana Conservadora do Brasil.
Em 1956 um grupo ligado ao Reverendo Israel Guedes separou-se da IPB por uma controvérsia sobre o Seminário Presbiteriano do Norte, formando a Igreja Presbiteriana Fundamentalista do Brasil.
No fim da década de 1960 o Movimento de Renovação Espiritual ganha força no Estado do Espírito Santo, influenciando, principalmente, parte da membresia em Vila Velha. Em 1966, o Rev. Jedaías Victalino Teixeira Gueiros perde a eleição para pastor titular da Primeira IPB em Vila Velha. Dois anos depois, em 1968, seu irmão, então presbítero Gedelti Victalino Teixeira Gueiros, e seu pai, presbítero Abílio Teixeira Gueiros, comandaram um grupo dissidente da Primeira Igreja Presbiteriana do Brasil em Vila Velha, que deu origem à Igreja Cristã Maranata, cujo primeiro presidente foi o pastor Manoel dos Passos Barros, sogro de Gedelti e presbítero regente na IPB. Apos a fundação, os três presbíteros, Gedelti, Abílio e Manoel, passaram a ser reconhecidos como pastores.
Em 1968, foi fundada a Igreja Cristã Presbiteriana, por um grupo dissidente da IPB, que adotou a doutrina pentecostal. Em 1972, um grupo dissidente da IPIB também adotou a doutrina pentecostal e formou a Igreja Presbiteriana Independente Renovada. Ambas as igrejas se uniram em 1975, formando a atual Igreja Presbiteriana Renovada do Brasil.
No ano de 1978 um grupo apoiador do movimento ecumênico e da ordenação de mulheres separou-se também da IPB formando a Igreja Presbiteriana Unida do Brasil.
Em 2000, um grupo dissidente da IPB formou a Igreja Presbiteriana Reformada do Brasil em Caratinga, Minas Gerais.
Simultaneamente, grupos vindos de outros países se estabeleceram no Brasil, tais como a Igreja Presbiteriana Reformada - Presbitério de Hanover, Igreja Presbiteriana Coreana Americana e Igreja Presbiteriana de Formosa no Brasil.
A Missão Evangélica Caiuá, mantida pelos esforços conjuntos da IPB e IPIB, resultou na fundação da Igreja Indígena Presbiteriana do Brasil.

### Tentativas de reunificação de denominações
A partir de 1916 as relações entre IPB e IPIB foram restabelecidas.
Em 1948 a IPB e IPIB formaram uma comissão que visava a reaproximação das denominações.
A Igreja Presbiteriana do Brasil desligou-se completamente da Igreja Presbiteriana (EUA) na década de 1980 e reconheceu a incompatibilidade da maçonaria com a fé cristã em 2006, confirmada em 2010. Tais fatos poderiam conduzir uma reaproximação entre as denominações., Todavia, muitas diferenças surgiram nos mais de 100 anos de separação entre a IPB e IPI.  A primeira é hoje muito mais conservadora que a segunda.  A IPB não admite ordenação feminina é majoritariamente cessacionista, é contra o ecumenismo do Concílio Mundial das Igrejas e da Comunhão Mundial das Igrejas Reformadas e possui posicionamentos mais rígidos quanto a questões morais como o casamento e divórcio, o que torna a diferença entre as duas denominações bem maiores hoje do que na época da separação.

## Demografia
Denominações Presbiterianas no Brasil (2021)

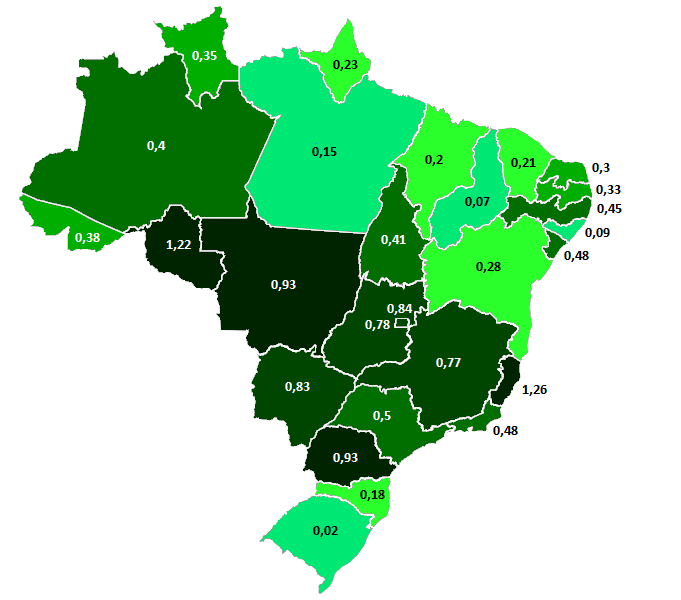
Percentual de presbiterianos por estado no Brasil (2010)

Segundo dados do Censo realizado pelo Instituto Brasileiro de Geografia e Estatística em 2010, 55,99% da população presbiteriana era de mulheres e 44,015 eram homens. 92,68% do presbiterianos residiam no meio urbano e 7,32% no meio rural. 57,70% dos presbiterianos eram brancos, 35,54% eram pardos , 4,92% negros, 1,24% amarelos e 0,57% indígenas. Assim sendo, a população presbiteriana tem o percentual de brancos 10% maior que a média nacional, além de ter também amarelos e indígenas com maior representação, enquanto que o percentual de pardos e negros é inferior a mesma média. Nos demais assuntos o Censo agrupou os presbiterianos com os demais protestantes históricos. No quesito sobre escolaridade, 14,61% do protestantes históricos tinham nível superior completo, acima da média nacional de 11,26%, da média dos católicos romanos, pentecostais, evangélicos sem denominação e pessoas sem religião.
Na renda nominal mensal, 3,12% dos protestantes históricos tinham a renda superior a 10 salários mínimos, número superior a média nacional de 3%, da média dos católicos romanos, pentecostais e evangélicos sem denominação. Não existem pesquisas específicas sobre a renda da população presbiteriana na Brasil, mas nos Estados Unidos, conforme estudo do Pew Research Center, as duas maiores denominações presbiterianas naquele país (Igreja Presbiteriana (EUA) e Igreja Presbiteriana na América) estavam entre a população com maior renda per capita, quando a pesquisa foi realizada em 2016. Além disso é um dos grupos religiosos com maior escolaridade naquele país.
Os estados de Rondônia e Espírito Santo são os que apresentam o maior percentual de presbiterianos, cerca de 1,2% da população. Por outro lado, os estados do Rio Grande do Sul e Piauí são os com o menor percentual, com menos de 0,1% da população identificando-se como presbiterano. Por causa disso a IPB tem investido em missões no estado sulista e já relata crescimento na região, além disso implementou missões no estado nordestino.
Entre os municípios, destaca-se Palestina de Goiás, em que 10,2% da população é presbiteriana e Alto Caparaó em que 24,2% da população é presbiteriana.
Conforme as estatísticas de cada denominação presbiteriana, comparada com o número total de presbiterianos informado pelo Censo do IBGE de 2010, entre as denominações presbiterianas, a Igreja Presbiteriana do Brasil representa 72,14% do número de membros; Igreja Presbiteriana Renovada do Brasil 15,81%; Igreja Presbiteriana Independente do Brasil 9,89%; Igreja Cristã Presbiteriana 0,61%;Igreja Presbiteriana Conservadora do Brasil 0,44%; Igreja Presbiteriana Unida do Brasil 0,24%;[carece de fontes?] Igreja Presbiteriana Fundamentalista do Brasil 0,16%; Igreja Presbiteriana Coreana Americana 0,10%; Igreja Indígena Presbiteriana do Brasil 0,07% e outras pequenas denominações presbiterianas (como a Igreja Presbiteriana Chinesa, Igreja Presbiteriana Reformada do Brasil, Igreja Presbiteriana Reformada - Presbitério de Hanover, Igreja Presbiteriana da Reformada no Brasil, Igreja Presbiteriana Reformada Avivada do Brasil, Igreja Presbiteriana Pentecostal, Igreja Evangélica Cristã Presbiteriana, Igreja Presbiteriana da Graça, Igreja Presbiteriana Viva, Igreja Cristã Presbiteriana Pentecostal, entre outras) representam 0,54% dos presbiterianos.

### Variação entre 2000 e 2010
| Ano  | Presbiterianos (IBGE) | % da população |
| ---- | --------------------- | -------------- |
| 1890 | 1.317                 | 0,009%         |
| 1990 | 498.207               | 0,34%          |
| 2000 | 981.064               | 0,58%          |
| 2010 | 921.209               | 0,48%          |

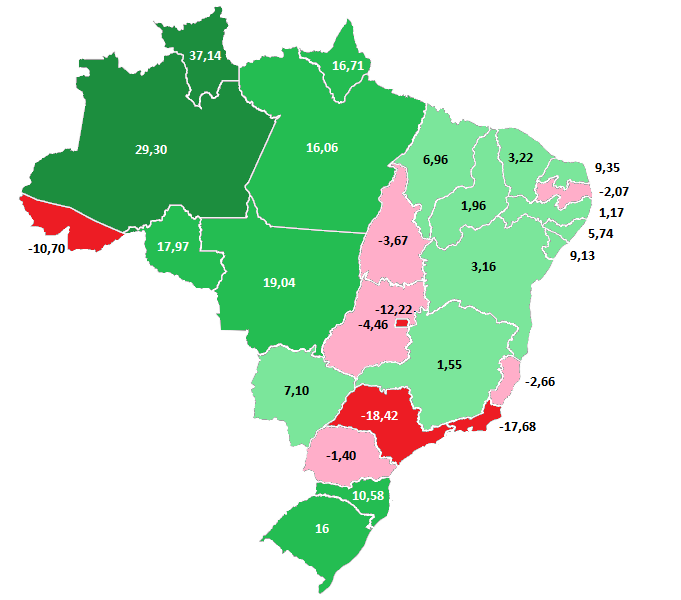
Crescimento percentual do Presbiterianismo por Estado entre 2000 e 2010 (IBGE)

Entre 2000 e 2010, os censos do IGBE constataram a diminuição do número de pessoas que se declararam presbiterianas de 981.064 (0,58% da população) em 2000 para 921.209 (0,48% da população) em 2010.
Todavia, esse declínio não é percebido nas estatísticas das denominações presbiterianas: a Igreja Presbiteriana do Brasil, em suas estatísticas, registrou ter 473.598 membro em 2004, estimou 575.962 em 2010, 649.510 membros em 2016 e divulgou sua mais recente estatística em 2021 com 702.947 membros; a Igreja Presbiteriana Renovada do Brasil declarou ter 80.025 membros em 2000, 127.968 membros em 2010 e 154.048 membros em 2016; Igreja Presbiteriana Independente do Brasil declarou ter 74.224 membros em 2008 e 96.396 em 2020; a Igreja Presbiteriana Conservadora do Brasil estimou 3.578 membros em 2006 e 4.371 em 2018.
Segundo os dados dos censos do IBGE, nos estados do Amazonas e Roraima, o Presbiterianismo cresceu mais de 29,3% entre 2000 e 2010. O crescimento foi superior a 10% nestes 10 anos nos estados do Amapá, Pará, Rondônia, Mato Grosso, Rio Grande do Sul e Santa Catarina. Por outro lado, em São Paulo, Rio de Janeiro, Distrito Federal e Acre o número de pessoas que se declararam presbiterianas diminuiu em mais de 10%.
Apesar do crescimento do número absoluto de presbiterianos na maioria das unidades federadas, a população geral dos estados cresceu mais rapidamente, levando ao declínio no percentual de presbiterianos na população geral de quase todas as unidades federadas. As únicas exceções foram: Piauí, Rio Grande do Sul, Alagoas (onde o percentual de presbiterianos permaneceu o mesmo entre 2000 e 2010), Amazonas e Rondônia (onde o percentual de presbiterianos na população cresceu nesse período).

### Posição em relação a outros grupos protestantes tradicionais

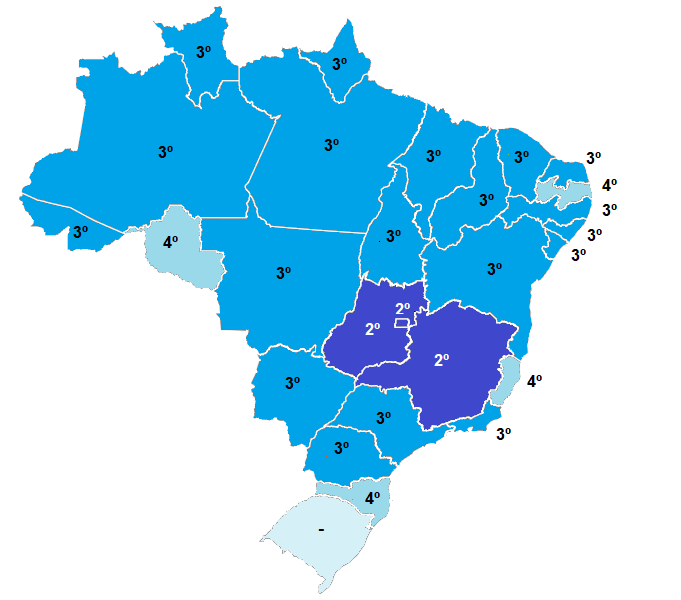
Posição dos presbiterianos entre os protestantes tradicionais em cada estado em 2010 (IBGE)

Em relação a posição do Presbiterianismo em comparação com outras famílias denominacionais protestantes históricas, os presbiterianos ficam em 4º lugar, em nível nacional, em relação ao número de membros, atrás apenas dos batistas, adventistas e luteranos, respectivamente.
Todavia, entre as unidades federativas, o Luteranismo só é maior que o Presbiterianismo em Santa Catarina, Rio Grande do Sul, Espírito Santo e Rondônia, onde os presbiterianos são o quarto maior grupo protestante tradicional. Nos demais estados, os presbiterianos superam os luteranos e ficam em terceiro lugar entre os protestantes clássicos em 19 estados.
Em Goiás, Distrito Federal e Minas Gerais, os presbiterianos superam os adventistas e são o segundo maior grupo protestante tradicional. No Rio de Janeiro, os presbiterianos também superam os adventistas, mas são superados pelos metodistas, de forma que permanecem no terceiro lugar.
Outros estados que fogem a tendência nacional de tamanhos de famílias denominacionais são: Paraíba, onde os congregacionais superam os presbiterianos e, por isto, estes ficam em quarto lugar e Rio Grande do Sul, onde os presbiterianos são menores que os batistas, adventistas, luteranos, metodistas, congregacionais e que "outros protestantes" (o que inclui anglicanos, menonitas, quakers, reformados continentais, etc), de maneira que não é possível determinar uma posição para o grupo no estado.

## Diferenças entre as denominações presbiterianas no Brasil

### Denominações presbiterianas tradicionais
| Topico                                | Igreja Presbiteriana do Brasil | Igreja Presbiteriana Independente do Brasil | Igreja Presbiteriana Conservadora do Brasil | Igreja Presbiteriana Fundamentalista do Brasil                                                                                       | Igreja Presbiteriana Unida do Brasil |
| ------------------------------------- | --- | --- | --- | --- | --- |
| Membros (ano)                         | 702.947 (2021) | 96.396 (2020) | 4.148 (2023) | 1.639 (2017) | 2.350 (2020) |
| Igrejas e Congregações (ano)          | 5.420 (2021) | 551 (2022) | 92 (2018) | 37 (2017) | 44 (2020)[carece de fontes?] |
| Confissões Subscritas                 | CFW, CMW e BCW | CFW, CMW e BCW | CFW, CMW e BCW | CFW, CMW e BCW | CFW, CMW, BCW, DTB, CFE e SCH |
| Ordenação                             | Somente homens podem ser oficiais (pastores, presbíteros e diáconos). Além disso, somente pastores, presbíteros e candidatos à ordenação podem exercer a pregação em culto solene. | Homens e mulheres podem ser pastores(as), presbíteros(as) e diáconos(isas) | Somente homens podem ser pastores, presbíteros e diáconos | Somente homens podem ser pastores, presbíteros e diáconos                                                                            | Homens e mulheres podem ser pastores(as), presbíteros(as) e diáconos(isas) |
| Reconhecimento de Batismo             | Só reconhece o batismo praticado em "nome do Pai, do Filho e do Espírito Santo", em igrejas consideradas "genuinamente evangélicas". Sendo assim, não são reconhecidos os batismo praticados nas seguintes igrejas: Igreja Católica Romana, Igreja Ortodoxa, Igrejas ortodoxas orientais (Não calcedonianas), Igreja Assíria do Oriente, Igreja Antiga do Oriente, Igreja Adventista do Sétimo Dia, Igreja de Jesus Cristo dos Santos dos Últimos Dias (Mórmons), Testemunhas de Jeová, Igreja Universal do Reino de Deus, Igreja Mundial do Poder de Deus, Igreja Verbo da Vida, Congregação Cristã no Brasil e Igreja Presbiteriana Unida do Brasil (IPUB). Todos os membros recebidos dessas denominações devem ser batizados e realizar a pública profissão de fé. Membros recebidos de igrejas "genuinamente evangélicas" devem fazer apenas a profissão de fé. A exceção é a recepção de membros vindos da IPUB, cuja forma de recepção pode ser definida por cada igreja e presbitério, podendo-se optar pelo batismo ou simples profissão de fé. | Reconhece a validade do batismo praticado em "nome do Pai, do Filho e do Espírito Santo" em qualquer igreja, com exceção da Igreja de Jesus Cristo dos Santos dos Últimos Dias (Mórmons) e Testemunhas de Jeová                                                                         | Só reconhece o batismo praticado em "nome do Pai, do Filho e do Espírito Santo", em igrejas consideradas "genuinamente evangélicas" por "ministro validamente ordenado". A denominação entende que só são validamente ordenados os ministros ordenados por outros ministros validamente ordenados, de maneira que se possa rastrear a origem da ordenação válida em uma linha ininterrupta de ordenações sucessivas até os apóstolos. | Só reconhece o batismo praticado em "nome do Pai, do Filho e do Espírito Santo", em igrejas consideradas "genuinamente evangélicas". | Reconhece a validade do batismo praticado em "nome do Pai, do Filho e do Espírito Santo" em qualquer igreja, com exceção da Igreja de Jesus Cristo dos Santos dos Últimos Dias (Mórmons) e Testemunhas de Jeová |
| Ceia do Senhor                        | Apenas os membros professos podem participar | Todos os membros (inclusive as crianças) podem participar | Apenas os membros professos podem participar | Apenas os membros professos podem participar                                                                                         | Todos os membros (inclusive as crianças) podem participar |
| Homossexualidade                      | A prática e o desejo homossexual é pecado. | A prática homossexual é pecado. | A prática e o desejo homossexual é pecado. | A prática e o desejo homossexual é pecado.                                                                                           | Na década de 1990 a o Rev. Nehemias Marien, pastor da Igreja Presbiteriana Unida de Copacabana (filiada a IPUB), no Rio de Janeiro, tornou-se conhecida por promover bênçãos a casais homossexuais em cerimônias religiosas. O pastor defendeu que a igreja poderia acolher homossexuais sem exigir deles mudança de comportamento quanto a prática sexual. Todavia, em 2014, após decisão da Igreja Presbiteriana (EUA) por aceitar o casamento homossexual, a IPU declarou que a discussão sobre o casamento homossexual ainda não foi pautado na Assembleia da denominação. A denominação defendeu direitos civis de todas as pessoas, mas que até decisão de sua Assembleia Geral em sentido contrário, só realizará casamento entre um homem e uma mulher. A denominação decidiu também manter normais os laços com a igreja norte-americana. |
| Transexualidade                       | A denominação se opõe a identidade transexual. | | A denominação se opõe a identidade transexual. | A denominação se opõe a identidade transexual.                                                                                       | Em 2021, a o Jornal Traço de União, da denominação, publicou a recomendação de leitura do livro "Transgêneros e a Fé Cristã", de autoria de Eduardo Ribeiro Mundim. Segundo o jornal, o livro defende que as pessoas transgêneros deve ser aceitas na igreja, sem qualquer exigência de mudança de sua identidade. |
| Maçonaria                             | Desde o Supremo Concílio de 2006 a Igreja Presbiteriana do Brasil considera a fé cristã incompatível com a Maçonaria, contudo, os membros que anteriormente estavam vinculados a instituição tiveram prazo para se desligarem da mesma. Novos membros não são aceitos se vinculados a Maçonaria. A decisão foi confirmada no Supremo Concílio de 2010. | Desde sua fundação é uma igreja Antimaçônica. | Desde sua fundação é uma igreja Antimaçônica. | - | Não faz nenhuma objeção a participação de membros na Maçonaria. |
| Casamento, Divórcio e Novo Matrimônio | O casamento é entre homem e mulher e deve ser indissolúvel, admitindo-se excepcionalmente o divorcio em casos de adultério ou abandono por parte do cônjuge não cristão. O novo casamento é admitido nos casos citados acima na Confissão de Fé de Westminster, e esta é a posição majoritária na denominação. Mesmo assim parte dos pastores opõem-se a realização de novos casamentos de pessoas divorciadas entendendo haver base bíblica apenas para o divórcio nestes casos, mas não para o novo matrimônio. Em casos de ministros, existem precedentes de deposição por conta do divórcio e pretensão de novo casamento. | Em 1979 a IPIB regularizou a situação dos divorciados membros e em 1991 passou a permitir que seus pastores sejam divorciados. | O casamento é entre homem e mulher e deve ser indissolúvel, admitindo-se o divorcio excepcionalmente em casos de adultério ou abandono por parte do cônjuge não cristão. | - | - |
| Casamento misto                       | A denominação entende que casamentos já registrados no Cartório de Registro Civil podem ser abençoados pelos pastores, independentemente de ser um casamento misto ou um casamento entre não cristãos, por entender que o casamento não é um sacramento, mas algo direcionado para toda a humanidade. Todavia, a denominação proíbe a realização de casamento misto conjuntamente por seus pastores e sacerdotes romanos. | Qualquer casamento efetuado de acordo com as leis do País deve receber, quando solicitada, a bênção invocada pelos ministros da denominação. | A denominação proíbe a realização e até mesmo a impetração de bênção sobre casamento misto já celebrado. | - | - |
| Membros em união estável              | Em regra, não admite como membros pessoas que vivam em união estável, à menos que o casamento seja realizado. Todavia, excepcionalmente, podem ser recebidos como membros pessoas que vivem em união estável, desde que o companheiro(a) seja descrente e se recuse a se casar. | Em regra, não admite como membros pessoas que vivam em união estável, à menos que o casamento seja realizado. Todavia, excepcionalmente, podem ser recebidos como membros pessoas que vivem em união estável, desde que o companheiro(a) seja descrente e se recuse a se casar.         | Não admite como membros pessoas que vivem em união estável. | - | - |
| Posição Política                      | Em 2022, o Supremo Concílio da IPB reafirmou que "o comunismo ateu e materialista" é incompatível com a fé cristã. Todavia, a denominação não proibiu a participação de seus membros e pastores em nenhum partido político, por entender que não é função institucional da igreja discutir ou determinar sobre assuntos que não sejam eclesiásticos. | - | Em 2017, a denominação se posicionou declarando que a filiação e apoio dos membros a qualquer partido político que defenda o Socialismo é incompatível com a fé cristã.Na mesma ocasião, a denominação disse que é incompatível com a fé cristã a defesa da descriminalização do aborto, ideologia de gênero, feminismo, descriminalização do uso e comércio de entorpecentes                                                         | - | Desde 2011, a IPU tem emitido, através de seu Conselho Coordenador, uma série de pronunciamentos às suas igrejas, presbitérios, demais igrejas cristãs e à sociedade brasileira em geral. A denominação historicamente se opõe a pedindo de voto para qualquer candidato político em específico nas suas igrejas. Todavia, seus posicionamentos constantemente se alinharam com pautas dos partidos de esquerda. Em 2014, a IPU se pronunciou recomendando aos seus membros que votassem em candidatos comprometidos com a erradicação da pobreza bem como todas as formas de discriminação. |
| Cessacionismo e Continuacionismo      | Majoritariamente Cessacionista (Em Carta Pastoral, enviada em 1995, a IPB reconheceu que Deus pode conceder o dom de línguas estrangeiras em qualquer momento da história, mas disse que não há evidências, na atualidade, do exercício do dom conforme descrito na Bíblia) | Oficialmente Continuacionista | Cessacionista | Cessacionista | - |
| Culto e Adoração                      | Segue o Princípio Regulador do Culto, ênfase teocêntrica, simplicidade, reverência, hinos com conteúdo bíblico e pregação expositiva, sem calendário litúrgico. Em 2010 foi expressamente proibida a dança no culto público. | Usa calendário litúrgico | Também segue o Princípio Regulador do Culto, ênfase teocêntrica, simplicidade, reverência, hinos com conteúdo bíblico e pregação expositiva, sem calendário litúrgico. Proíbe o hábito de bater palmas na igreja | - | Usa calendário litúrgico |
| Patrimônio da Igreja Local            | "Na hipótese de cisma ou cisão em qualquer comunidade presbiteriana, os seus bens passarão a pertencer à parte fiel à Igreja Presbiteriana do Brasil e, sendo total o cisma, reverterão à referida igreja, desde que esta permaneça fiel às Escrituras do Velho e Novo Testamentos e à Confissão de Fé" | "Ocorrendo divisão da Igreja, seus bens continuarão pertencendo à parte que se mantiver fiel à origem, tradição, princípios constitucionais e aos símbolos doutrinários" da Igreja Presbiteriana Independente do Brasil, mencionados em seu estatuto (Confissão de Fé de Westminster)." | "No caso de cisma ou cisão, por motivo doutrinário ou administrativo, os bens da Igreja passarão a pertencer à parte fiel à Igreja Presbiteriana Conservadora do Brasil; e sendo total o cisma, reverterão os bens ao Presbitério" | | A igreja local pode se separar da denominação, bastando para isso a sua desfiliação de um dos presbitérios da denominação. |
| Comunhões Internacionais              | FRM | CMIR | - | - | CMIR |

### Denominações presbiterianas menores
Além das denominações mencionada acima, há denominações menores, formadas por dissidentes ou missões estrangeiras. São Elas:
- Igreja Presbiteriana Reformada do Brasil - foi formada em 2000, por dissidentes da Igreja Presbiteriana do Brasil
- Igreja Indígena Presbiteriana do Brasil - foi formada em 2008, a partir de missões conjuntas da Igreja Presbiteriana do Brasil e Igreja Presbiteriana Independente do Brasil
- Igreja Presbiteriana da Reforma no Brasil - foi formada em 2017, por dissidentes da Igreja Presbiteriana Renovada do Brasil que passaram a subscrever a Confissão de Fé de Westminster, mas mantiveram a doutrina do continuacionismo.
- Igreja Presbiteriana Coreana Americana - denominação norte-americana, que chegou ao Brasil a partir de migrantes coreanos.
- Igreja Presbiteriana Reformada - Presbitério de Hanover - denominação norte-americana, que chegou ao Brasil a partir de missões no Rio Grande do Sul
- Igreja Presbiteriana Cumberland - denominação norte-americana, que chegou ao Brasil a partir de missões na Bahia.
- Igreja Presbiteriana em Taiwan - denominação chinesa, que chegou ao Brasil a partir de imigrantes chineses.

### Denominações presbiterianas pentecostais
Além das igrejas reformadas, existem igrejas pentecostais presbiterianas no Brasil:
- Igreja Presbiteriana Renovada do Brasil — foi formada em 1975, pela fusão da Igreja Cristã Presbiteriana (dissidente da Igreja Presbiteriana do Brasil) e Igreja Presbiteriana Independente Renovada (dissidente da Igreja Presbiteriana Independente do Brasil). É a maior denominação presbiteriana pentecostal do Brasil. Em 2016, relatou ter 154.048 membros, em 1.140 igrejas e congregações.[26][113]
- Igreja Presbiteriana Pentecostal - foi formada em 1974, por um grupo dissidente da Igreja Presbiteriana do Brasil.
- Igreja Evangélica Cristã Presbiteriana — foi formada em 1969, por um grupo dissidente da Igreja Presbiteriana Independente do Brasil.[114][115]
- Igreja Cristã Presbiteriana Pentecostal — foi organizada em 1996, a partir da união de diversas igrejas presbiterianas pentecostais, separadas das denominações tradicionais nas década de 1960 e 1970.[116][117][118]
- Igreja Cristã Presbiteriana — foi formada em 1990, por um grupo dissidente da Igreja Presbiteriana Renovada do Brasil.[119]
- Igreja Presbiteriana da Graça — foi formada em 1995, por um grupo dissidente da Igreja Presbiteriana do Brasil.[120]
- Igreja Presbiteriana Reformada Avivada do Brasil — foi formada em 1997, em Itapipoca, Ceará..[121]
- Igreja Presbiteriana Viva — foi formada em 2000, por um grupo dissidente da Igreja Presbiteriana Independente do Brasil.[122]
- Igreja Presbiteriana Avivada Para as Nações - foi formada em 1998, em Guarulhos, São Paulo

### Igrejas independentes
Além das denominações estabelecidas, há igrejas presbiterianas desvinculadas de qualquer denominação no Brasil ou no exterior. São elas:
- Igreja Reformada Presbiteriana de Maricá - fundada em 2000 por Túlio César Costa Leite, anteriormente presbítero da Igreja Presbiteriana do Brasil.[123] A igreja se diferencia de denominações maiores por ser governada por um conselho de presbitérios, não diferenciando presbíteros regentes e docentes,[124] bem como por entender que o dízimo não é obrigatório para os cristãos.[125]
- Igreja Presbiteriana de Tucano (Bahia) - fundada em agosto de 2004, pelo pastor Edmilson Rios da Silva, anteriormente vinculado à Igreja Presbiteriana do Brasil.
- Igreja Presbiteriana Reformada em Recife - fundada em 2005, por Francisco da Silva Cardoso, anteriormente vinculado à Igreja Presbiteriana do Brasil.[126]
- Igreja Reformada Ortodoxa de Juiz de Fora - fundada em 2015, por Diego Rodrigo Silva Vasconcelos.[127]
- Igreja Reformada de Blumenau - fundada em 2021, pelo pastor Alberto Manoel de Oliveira[128].
- Igreja Presbiteriana Reformada de Realengo - fundada em 2019, pelo pastor Marcos Barros, anteriormente filiado à Comunhão Batista Reformada do Piauí.